# Никитина, Валентина Фёдоровна
Валентина Фёдоровна Никитина (23 февраля 1919 — 13 октября 2006) — советский отоларинголог, заслуженный врач РСФСР (1975), лауреат Ленинской премии (1964).
Место рождения: Томская область, Томский район, с. Семилужки.
Окончила Томский медицинский институт (1942). Участница войны (врач-хирург в медсанбате и эвакогоспитале).
В 1951—1953 гг. училась в клинической ординатуре при МНИИ уха, горла и носа. С 1958 года работала там же: младший научный сотрудник, с 1966 старший научный сотрудник.
Кандидат медицинских наук (1966), тема диссертации «Опыт хирургического лечения анкилоза стремени у больных отосклерозом», написана на основе анализа 600 выполненных лично операций.
Автор изобретения «Метод реставрации системы звукопроведения к внутреннему уху по физиологическому пути через среднее ухо у больных отосклерозом с плохим слухом после фенестрации лабиринта по Лемперту» (1978).
Лауреат Ленинской премии (1964) — за разработку, усовершенствование и внедрение в широкую хирургическую практику слухулучшающих операций при отосклерозе.
Заслуженный врач РСФСР (1975).
Награждена значком «Отличнику здравоохранения СССР», орденом Отечественной войны 2 степени.
В общей сложности провела более 5 тысяч операций.
Умерла 13 октября 2006 года. Похоронена рядом с мужем Георгием Ивановичем Сидоренко (1908—1988) на Хованском кладбище (Центральная терр., участок 144).